# 49-я моторизованная бригада СС
49-я моторизованная бригада СС (нем. 49. SS-Panzergrenadier-Brigade) — тактическое соединение войск СС нацистской Германии периода Второй мировой войны. Бригада была брошена в бой против наступающих войск союзников в августе 1944 года.

## Оборона датского побережья
В конце 1943 года немцы стали готовиться к высадке союзников в Европе. В феврале 1944 года в ходе подготовки к высадке войска СС создали три сводные боевые группы, получившие номера 1, 2 и 3. Группы были созданы из различных учебно-запасных частей, расположенных в Германии.
Боевая группа СС № 1 состояла из двух пехотных батальонов, артиллерийского дивизиона и двух рот — инженерной и транспортной. 11 июня 1944 года группа была отправлена в Данию, где через семь дней была переименована в 49-ю моторизованную бригаду СС. Это позволило гарнизону Дании выдвинуться к берегам вторжения, основным освобождённым формированием стала 363-я пехотная дивизия. Второстепенной задачей бригады в Дании была защита от предполагаемой высадки союзников на побережье Северного моря. Бригада располагалась на южной оконечности полуострова Ютландия и отвечала за оборону побережья между Браммингом и Баллумом. В это время в её состав был введён личный состав 50-й моторизованной бригады СС. Из чинов расформированной бригады был создан третий батальон 49-й бригады и пополнен артиллерийский дивизион.
Она была единственным крупным подразделением между югом Дании и границей с Германией, что делало её очень уязвимой для атаки после ухода 363-й дивизии. Несколько дней спустя родственная ей 51-я моторизованная бригада СС, прибыла в этот район, ослабив давление на 49-ю бригаду СС и позволив её подразделениям укрепить свои позиции.

## Боевой путь
12 августа, когда 7-я немецкая армия была окружена в Фалезском котле, бригада получила приказ готовиться к немедленному выдвижению. Первоначальным пунктом назначения бригады был город Кале. В целях дезинформации противника бригада была переименована в 26-ю танковую дивизию СС.
Переброска бригады во Францию не обошлась без инцидентов. Так датское сопротивление провело акты саботажа на железнодорожной сети, а когда части бригады подошли ближе к фронту, их вагоны были атакованы истребителями-бомбардировщиками. Бригада достигла французского побережья к северу от Кале 16 августа. Вскоре её перебросили в район к югу от Парижа, чтобы попытаться восстановить линию фронта после прорыва американских войск в Нормандии. К 22 августа её подразделения заняли позиции в районе Мо к востоку от Парижа.
Бригаде было приказано удерживать два плацдарма на реке Сена у Брея и Ножанa, каждый из которых защищал батальон с 3-м батальоном в резерве. Днём 25 августа соседняя 48-я пехотная дивизия, удерживавшая плацдарм у Ромилли, отступила после столкновения с 5-й пехотной дивизией США. Чтобы закрыть эту брешь в строю, элементы 1-го батальона были отправлены из Ножана для охраны моста в Ромилли, оба моста теперь охранялись усиленными ротами. На следующий день бригада была атакована американской 5-й пехотной дивизией, которая захватила штаб бригады и обошла с фланга 3-й батальон, который был вынужден отойти. Плацдармы у Брея и Ромилли были брошены, а плацдарм у Ножанa подвергся атаке 7-й бронетанковой дивизии США. Отбив эту атаку, 3-й батальон продержался весь день и отступил ночью.
27 августа бригада обнаружила брешь в американской линии и отошла в Сезанн, а затем в Шалон-сюр-Марн, где отбила атаку американской 80-й пехотной дивизии, но под давлением 4-й бронетанковой дивизии США была вынуждена отступить к Вердену. В Вердене бригада оказалась последним немецким подразделением, защищавшим город, и сумела продержаться против 4-й бронетанковой дивизии в течение нескольких дней до 31 августа. Затем на следующий день она отступила к Мецу, сражаясь с наступающими американскими войсками.

## Расформирование
Достигнув Меца, 2 сентября она была заменена гарнизоном Меца, а на следующий день из-за нехватки сил и личного состава была включена в состав 17-й моторизованной дивизии СС «Гёц фон Берлихинген». 1-й батальон и части 51-й моторизованной бригады СС были объединены во 2-й батальон 37-го моторизованного полка СС, а 2-й и 3-й батальоны стали 2-м и 3-м батальонами 38-го моторизованного полка СС.

## Местонахождение
- с июня по август 1944 (Дания)
- с августа по сентябрь 1944 (Франция)

## Командиры
- штурмбаннфюрер СС Маркус Фаульхабер (11 июня — 2 сентября 1944)

## Состав
- 1-й моторизованный батальон СС (I./SS-Panzergrenadier-Brigade 49)
- 2-й моторизованный батальон СС (II./SS-Panzergrenadier-Brigade 49)
- 3-й моторизованный батальон СС (III./SS-Panzergrenadier-Brigade 49)
- 49-й артиллерийский дивизион СС (SS-Artillerie-Abteilung 49)
- 49-я зенитная батарея СС (SS-Flak-Kompanie 49)
- 49-я сапёрная рота СС (SS-Pionier-Kompanie 49)
- 49-я транспортная рота СС (SS-Kraftfahr-Kompanie 49)